# Composé interstitiel
Un composé interstitiel, ou alliage interstitiel, est un composé chimique résultant de l'insertion d'atomes suffisamment petits pour se loger dans un site inoccupé du réseau cristallin d'un métal. Ces atomes interstitiels sont généralement d'hydrogène, de bore, de carbone et d'azote. Certains nitrures et carbures de métaux de transition sont des composés interstitiels, qui peuvent avoir des propriétés catalytiques intéressantes ou d'importantes utilisations industrielles : ce sont par exemple la cémentite (carbure de fer), le carbure d'hafnium HfC0,5-1, le carbure de tungstène WC, le nitrure de titane TiN, le nitrure de chrome CrN ou encore le nitrure de fer Fe2N.

Exemples de sites interstititels dans un réseau cubique à faces centrées.
Exemples de sites interstitiels dans un réseau cubique centré.

Les composés interstitiels de métaux de transition ont fait l'objet dans les années 1960 de recherches dans le domaine de la supraconductivité,.